# 8P8C
Конектор 8P8C (8 Position, 8 Contact) — уніфікований конектор, що використовується в телекомунікаціях. Містить 8 контактів та фіксатор. Помилково вважають за RJ-45.

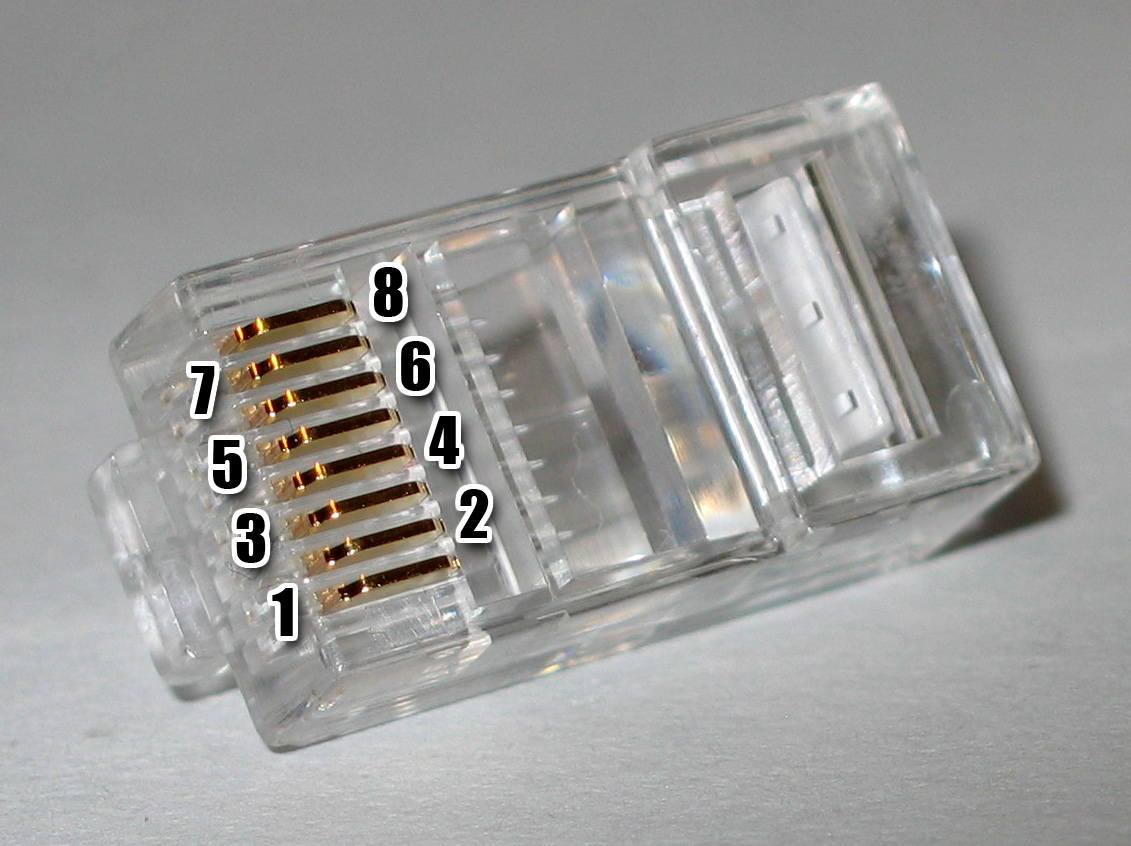
Нумерація контактів у конекторі 8P8C

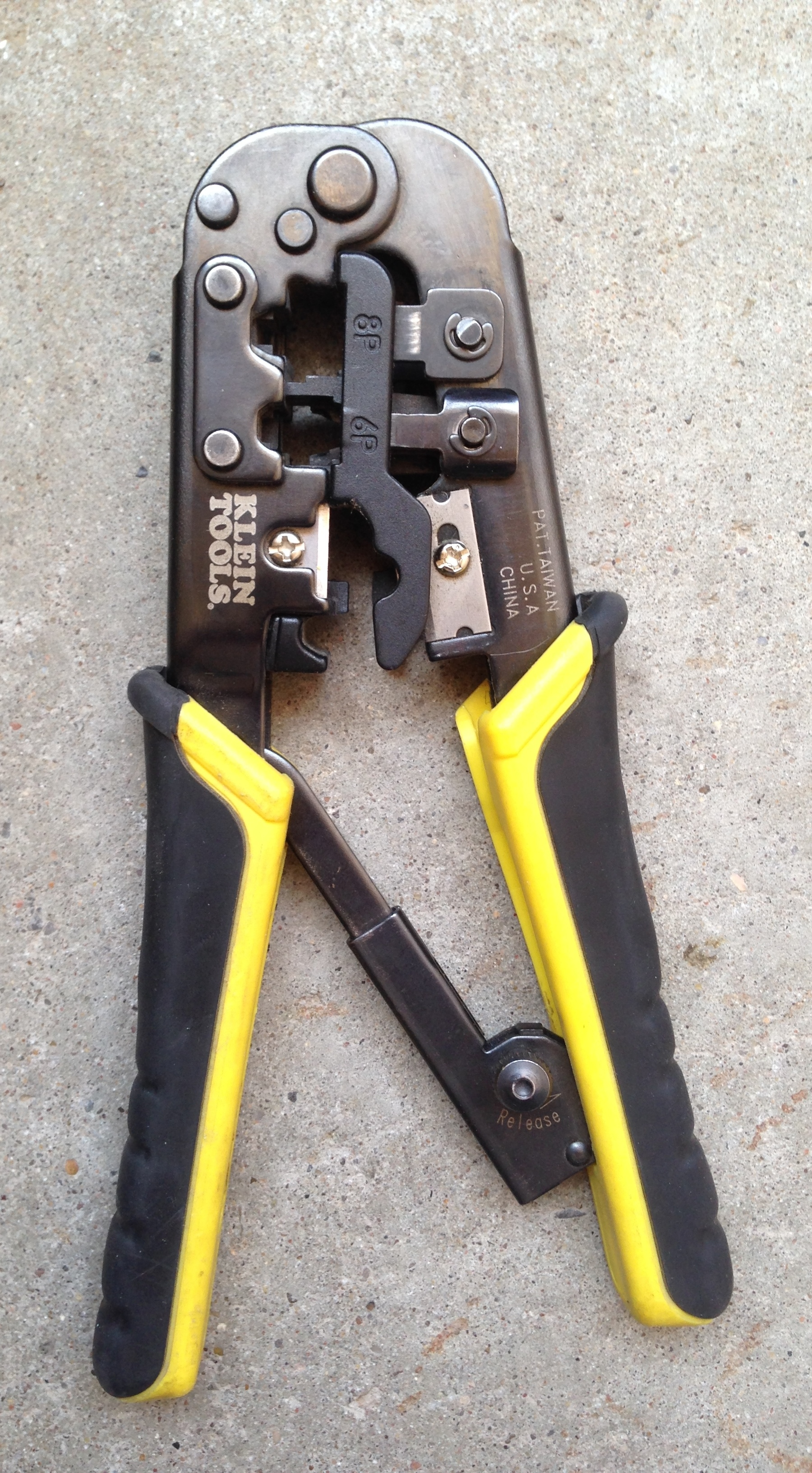
Klein modular plug кримпер

Використовується для побудови ЛОМ за технологіями 10BASE-T, 100BASE-TX, 1000BASE-T та IEEE 802.3bz, з використанням 2х або 4-парних кабелів типу «звита пара». Використовується також в інших областях та для побудови інших мереж.
Для створення повного зє'днання з сигнальним кабелем провідники вводяться в конектор згідно з відповідними стандартами та обжимаються спеціальним обжимним інструментом (кримпером). При обжимі для мереж Ethernet використовуються таблиці T568A та T568B.